# Lystrosaurus
A Lystrosaurus az emlősszerűek (Synapsida) osztályának a Therapsida rendjébe, ezen belül az Anomodontia alrendjébe, a Dicynodontia alrendágába és a Lystrosauridae családjába tartozó nem.

## Tudnivalók

A Lystrosaurus és az ember méretének összehasonlítása

A Lystrosaurus a késő perm és a kora triász határának egyik therapsida neme. Körülbelül 250 millió évvel ezelőtt élt azon a földrészen amelyik manapság Antarktisz, India és Dél-Afrika. Egy eléggé közönséges synapsida volt. Mivel fogazata leegyszerűsödött két agyarszerű foggá, a Dicynodontia alrendhez is tartozik. De feltételezik, hogy csak a hímek viselték az „agyart”. A fogai a felső állcsontból indultak. A Lystrosaurus körülbelül 90 centiméter hosszú, tömzsi állat lehetett. Disznó nagyságú növényevő, melynek lábai oszlopszerűek voltak. Legelőször azt hitték, hogy a víziló szerepét töltötte be abban az időben, de az újabb maradványok tanulmányozása azt mutatja, hogy inkább száraz környezetben élt. 
A korai triász idején, a Lystrosaurus volt egyik legelterjedtebb szárazföldi állat. Minden kontinensen megtalálható, és fennmaradása több millió évig tartott. Ez a nem átvészelte a perm végi nagy kihalást, a legelterjedtebb therapsidává válva. Ez az egyetlen eset, amikor egy faj ilyen elterjedtté vált. Fennmaradásához az is hozzájárult, hogy képes volt táplálkozni a triászban gyakori száraz, szívós növényekkel.

## Rokon fajok
A Lystrosaurus legközelebbi rokona, a Kwazulusaurus.

## Rendszerezés
A nembe az alábbi fajok tartoztak (csak az első 6 fajt fogadja el mindenki önálló fajnak; a többi lehet, hogy szinonima vagy más nemek tagja):
- Lystrosaurus curvatus
- Lystrosaurus declivis - szinonimák: Dicynodon (Ptychognathus) latirostris, Ptychognathus alfredi, Ptychognathus depressus
- Lystrosaurus mccaigi
- Lystrosaurus murrayi - szinonimák: Dicynodon (Ptychognathus) verticalis, Ptychognathus boopis, Lystrosaurus frontosus
- Lystrosaurus oviceps
- Lystrosaurus platyceps - szinonimája: Lystrosaurus andersoni
- Dicynodon (Ptychognathus) declivis
- D. trautscholdi - nincs leírva
- Lystrosaurus amphibius
- Lystrosaurus bothai
- Lystrosaurus breyeri
- Lystrosaurus broomi
- Lystrosaurus georgi
- Lystrosaurus hedini
- Lystrosaurus jeppei
- Lystrosaurus jorisseni
- Lystrosaurus latifrons
- Lystrosaurus primitivus
- Lystrosaurus putterilli
- Lystrosaurus rajurkari
- Lystrosaurus robustus
- Lystrosaurus rubidgei
- Lystrosaurus theileri
- Lystrosaurus wageri
- Lystrosaurus wagneri
- Lystrosaurus weidenreichi
- Lystrosaurus youngi
- Ptychognathus declivis
- Ptychosagium declivis
- Ptychosagium murrayi